# 米科拉斯·罗梅里斯大学

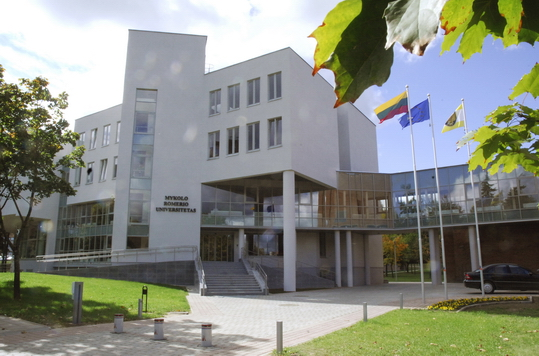
米科拉斯·罗梅里斯大学

米科拉斯·罗梅里斯大学（立陶宛语：Mykolo Romerio universitetas，簡稱MRU），立陶宛维尔纽斯市的一所公立大学，为立陶宛全国规模第2大的大学。大学名称是为了纪念立陶宛宪法之父米科拉斯·罗梅里斯。
2014年的學生人數大約有18000人。

## 學院
- 經濟與金融管理學院
- 政治與管理學院
- 社會科技學院
- 法律學院
- 公共安全學院